# Йоханнес Граф фон Берхем
Йоханнес (Ганс) Граф фон Берхем (нім. Johannes (Hans) Graf von Berchem); (1881 — 1962) — німецький дипломат. Тимчасовий повірений у справах Німецької імперії в Києві. (Українська держава).

## Життєпис
Працював у дипломатичних місіях Німеччини в Лондоні та Парижі. До початку Першої світової війни у 1914 році був другим, а згодом першим секретарем Посольства Німеччини в Санкт-Петербурзі при послі Пурталесі, а потім в німецькому посольстві в Берні. 
З 1918 року після призначення послом Німеччини в Києві, Альфонса Мумм фон Шварценштейна, був його заступником. Після відставки якого був призначений тимчасовим повіреним у справах Німеччини в Українській державі.

## Сім'я
- батько — Максиміліан фон Берхем (1841—1910), німецький державний діяч і дипломат.
- мати — Ернестіна Паллавіціні (1849—1942)
- брат — Вальтер фон Берхем (1880—1967), німецький дипломат[1]
- Сестра — Марі Каролін Софі фон Берхем (1883—1901)
- сестра — Шарлотта Джулі фон Берхем (1887—1974)
- брат — Карл Максиміліан Каспар фон Берхем (1889—1971)[2]